# Plutodes exiguifascia
Plutodes exiguifascia är en fjärilsart som beskrevs av George Francis Hampson 1895. Plutodes exiguifascia ingår i släktet Plutodes och familjen mätare. Inga underarter finns listade i Catalogue of Life.